# Осада Багдада (1821)
Осада Багдада (1821) была войной между Давут-пашой на стороне Османской империи и Мухаммедом Али-мирзой на стороне Каджаров

## Осада
Обороной города руководил Давут-паша. Несмотря на то, что он получил лишь ограниченные силы, Давут-паша успешно организовал оборону города, укрепил укрепления и обеспечил безопасность линий снабжения. Попытки армии Каджаров прорвать мощные укрепления города были встречены сопротивлением превосходящих по численности османских сил. По мере продолжения осады стало ясно, что войска Каджаров изо всех сил пытаются сохранить импульс своего первоначального продвижения. Суровые условия региона, и особенно трудности с логистикой, сказались на армии Каджаров. Во время осады вспыхнула эпидемия чумы, которая уничтожила силы Каджаров. Сам Мухаммед Али Мирза заболел и умер месяц спустя, 22 ноября, находясь в Ктесифоне. Последствия эпидемии для османской стороны неизвестны.aКаджары и османы начали переговоры. Персидские и османские источники противоречат друг другу, утверждая, что другая сторона отправила послов для заключения мира. В любом случае, переговоры привели к снятию осады в конце 1821 года. Каджары понесли тяжелые потери, потери османов неизвестны. Османы захватили Багдад, а армия Каджаров отступила на север к Ктесифону.

## Анализ
Неудачная осада подчеркнула более широкую динамику Османско-персидских войн 19-го века, периода, характеризующегося интенсивной конкуренцией за региональное господство. В то время как Каджары пытались использовать отвлечения Османской империи на западе, Османская империя продемонстрировала свою способность защищать свои интересы на востоке, несмотря на продолжающиеся проблемы на их европейской территории.